# Catalunya Informació
Catalunya Informació es una emisora radial de noticias española que pertenece al grupo de emisoras públicas de la Corporación Catalana de Medios Audiovisuales. La emisora funciona con un sistema de bloques de 30 minutos que se van actualizando en directo las 24 horas del día.

## Historia
Catalunya Informació fue lanzado a las 9:00 a. m. del 11 de septiembre de 1992, convirtiéndose en la primera estación radial de noticias en España.

## Estructura
El informativo empieza con los titulares a la hora en punto. Después se desarrollan las noticias de forma extensa. A y media se vuelven a presentar de nuevo titulares, pero de una manera diferente a los de la hora en punto, repasando los temas tratados hasta el momento y avanzan los contenidos que tratarán durante la siguiente media hora. Después de los titulares de y media se vuelven a desarrollar los 3 temas más importantes, y a partir de ahí los siguientes temas a tratar son nuevos respecto a la media hora anterior.
Además, a y cuarto y menos cuarto, se ofrece el área de servicios, con la información del tráfico y transportes públicos y del tiempo.
Catalunya Informació es la única emisora que desde su nacimiento informa cada 30 minutos -15 minutos en hora punta- de la situación del tráfico en Cataluña, gracias a un redactor en la sala de pantallas. Además, Catalunya Informació ofrece un servicio donde los oyentes pueden informar de afectaciones de tráfico que está sufriendo, así como de retrasos en los transportes públicos.
Un equipo de meteorólogos ofrece cada 30 minutos la previsión de la evolución del tiempo en las próximas horas. Además, lo más destacado de la previsión meteorológica se puede escuchar en cada resumen de titulares.
Catalunya Informació ofrece también noticias en directo: por eso, su horario habitual, el orden con el que se van sucediendo las noticias y los diferentes espacios de la emisora, puede ser interrumpido en cualquier momento para dar paso a diferentes intervenciones en directo. Ya sea en el Parlamento de Cataluña, el Palau de la Generalitat, en la Moncloa o el Congreso de los Diputados, entre otros, Catalunya Informació da voz a los protagonistas de la información.

## Bloques informativos
Esta es la estructura horaria que sigue la emisora
- - xx.00: Titulares
  - xx.04: Ampliación de las notícias
  - xx.15: Área de servicios
    - El tráfico y estado de los transportes públicos
    - El tiempo

  - xx.18: Ampliación de las notícias
  - xx.25: Deportes
  - xx.30: Titulares de resumen de lo ya contado y avance de los contenidos de la siguiente media hora
  - xx.34: 3 noticias más importantes del día
  - xx.40 (aprox) Ampliación de nuevas noticias, después de haber vuelto a explicar las 3 más importantes ya tratadas en la primera media hora
  - xx.45: Área de servicios
    - El tráfico y estado de los transportes públicos
    - El tiempo

  - xx.48: Ampliación de nuevas noticias
  - xx.55: Deportes
- Los fines de semana los deportes empiezan unos dos minutos antes

A lo largo del día, se van emitiendo reportajes de entre 2 y 5 minutos sobre diferentes temas (internacional, cine, lenguas del mundo, tecnología, etc)
Los Titulares incluyen siempre Las notícias más destacadas, deportes y avance del tiempo. En las horas puntas también incluyen la información del tráfico, teniendo en esas horas de mayor tráfico, la informació viaria cada 15 minutos.

## Espacios propios
- Redacció oberta. En los diferentes bloques informativos, puede ampliarse una noticia con el análisis de los redactores encargado de esa información y/o con entrevistas a personajes relacionados con la actualidad.
- Catalunya al día. Presentado por Marta Romagosa de 13 a 14 h. Un informativo con toda la actualidad de las comarcas catalanas con la información de todos lo centros territoriales.
- Com acaba el dia. En el bloque informativo de las 19:30 h, conexión con los centros territoriales de la emisora en que se explica como acaba el día informativamente hablando en cada demarcación catalana

## Cobertura
Catalunya Informació dispone de una red de repetidores que le permite cubrir toda la Comunidad Autónoma de Cataluña

## Frecuencias
Provincia de Barcelona
- Arenys de Munt: 89.5 FM
- Barcelona: 92.0 FM
- Cabrils: 103.1 FM
- Collsuspina: 94.5 FM
- Guardiola de Berga: 94.6 FM
- Igualada: 104.0 FM
- Manresa: 98.3 FM
- Pineda de Mar: 97.2 FM
- San Celoni: 94.2 FM
- San Pedro de Ribas: 94.7 FM
- San Pedro de Torelló: 103.8 FM
- Serchs: 106.4 FM

 Provincia de Gerona
- Arbucias: 104.4 FM
- Cadaqués: 91.6 FM
- Calonge: 94.1 FM
- Camprodón: 103.5 FM
- Gerona: 101.7 FM
- Lloret de Mar: 98.2 FM
- Massanet de Cabrenys: 99.4 FM
- Montagut y Oix: 103.2 FM
- Olot: 105.4 FM
- Palafrugell: 97.0 FM
- Portbou: 105.8 FM
- Ribas de Freser: 90.1 FM
- Ripoll: 88.8 FM
- Riu: 94.8 FM
- San Hilario Sacalm: 105.5 FM
- Sant Feliu de Guíxols: 101.4 FM
- Tosa de Mar: 97.9 FM

 Provincia de Lérida
- Almacellas: 101.7 FM
- Almenar: 105.0 FM
- Artesa de Segre: 95.7 FM
- Baqueira: 98.4 FM
- Bohí: 88.6 FM
- Bosost: 98.0 FM
- Cubélls: 101.9 FM
- Lérida: 97.0 FM
- Orgaña: 91.4 FM
- Oliana: 104.0 FM
- Pont de Suert: 102.9 FM
- Ponts: 97.9 FM
- Prulláns: 95.6 FM
- Senterada: 93.6 FM
- Seo de Urgel: 96.5 FM
- Solsona: 101.3 FM
- Soriguera: 87.6 FM
- Tremp: 100.5 FM
- Viella: 95.0 FM
- Vilaller: 98.0 FM

 Provincia de Tarragona
- Cabra del Campo: 98.1 FM
- Calafell: 93.8 FM
- Falset: 89.4 FM
- Flix: 90.0 FM
- Montblanch: 93.9 FM
- Roquetas: 98.5 FM
- San Carlos de la Rápita: 92.0 FM
- Tarragona: 104.5 FM
- Ulldemolins: 95.5 FM
- Vendrell: 99.7 FM

 Provincia de Huesca
- Montanuy: 98.0 FM